# Stanley Tucci
Stanley Tucci ( [ˈtuːtʃi] )   (Peekskill, New York, 1960. november 11. –) hatszoros Primetime Emmy- és kétszeres Golden Globe-díjas amerikai színész, forgatókönyvíró, producer és filmrendező. 
Olyan filmekben játszott fontosabb szerepeket, mint Az ördög Pradát visel, a Szentivánéji álom, vagy a Komfortos mennyország. Utóbbi filmben nyújtott alakításáért 2010-ben Oscar-díjra jelölték, és több más díjjal is kitüntették.

## Fiatalkora
Az olasz-amerikai Tucci a New York-i Peekskillben született. Édesanyja, Joan titkárnő és író volt, apja, idősebb Stanley Tucci pedig művészeteket tanított középiskolában. Tucci tanulmányait a SUNY Purchase-ön végezte, ahol 1982-ben szerzett diplomát.

## Karrierje
A Broadwayn 1982. szeptember 30-án debütált a The Queen and the Rebels című darabban, első filmszerepe pedig A Prizzik becsületében (1985) volt. Olyan filmek egy-egy fontos mellékszerepét játszotta el, mint a Megérint a halál, A kárhozat útja vagy az Olasz módra, illetve feltűnt a Murder One című sorozatban is. Az 1996-os Olasz módra premierjére, melynek társírója is unokatestvére, Joseph Tropiano mellett, illetve társrendezője Campbell Scott oldalán, a Sundance Filmfesztiválon került sor. A filmben szintén szerepelt testvére, Christine Tucci, és anyja, aki könyvet is írt a filmhez. Tucci gyakran játszik szívtelen bürokratát, rosszindulatú karaktereket, vagy magát a „rosszfiút”.
Tuccit kétszer jelölték Golden Globe-díjra, s mindkét alkalommal nyert is – a Winchell (1998) címszerepéért és Az összeesküvésért (2001), melyben Adolf Eichmannt alakította; mindkét film az HBO produkciója. A Winchellért továbbá Screen Actors Guild Awardra is jelölték. Terrence McNally Frankie and Johnny in the Calire de Lune című művének 2002-es adaptációjában Johnnyt személyesítette meg a Broadwayn, amiért Tony-díjra is felterjesztették mint legjobb színészt.
2006. november 14-én debütált a CBS csatorna késő esti műsorsávjában Tucci saját tévésorozata, a 3 Lbs. című orvosi drámaszéria, azonban hét epizód sugárzása után törölték is. Ugyanebben a tévés évadban feltűnt a Monk – A flúgos nyomozó egyik részében, amiért Emmy-díjat vehetett át, a következő évben pedig visszatérő szereplő lett a Vészhelyzet 14. évadában.

## Magánélete
Első felesége Kathryn Spath (1962–2009) volt, akivel 1995-ben házasodtak össze. Három gyermekük született. A pár nevelte fel Kathryn előző házasságából származó két gyermekét is. 2002-ben Tucci elhagyta első feleségét Edie Falco színésznő miatt, akivel együtt szerepelt a Broadway-n, a Frankie and Johnny in the Clair de Lune című darabban. A viszony véget ért és Tucci visszatért feleségéhez és gyermekeihez. Spath 2009-ben mellrákban hunyt el.
2011-ben a megözvegyült Tucci eljegyezte Felicity Blunt brit irodalmi ügynököt. Ő Emily Blunt színésznő nővére, aki Tuccival együtt szerepelt Az ördög Pradát visel című filmben. Tucci 2010-ben, Emily Blunt és John Krasinski esküvőjén ismerte meg későbbi feleségét. Tucci és Blunt polgári szertartás keretében házasodott össze 2012 nyarán. A pár a londoni Barnesban él, két gyermekük született, 2015-ben egy fiú, 2018-ban pedig egy lány.
2021. május 21-én Tucci a művészetek és a humán tudományok terén nyújtott élethosszig tartó hozzájárulásáért doktorátus címet kapott az Amerikai Római Egyetemen .
Színészi foglalatosságai mellett társtulajdonosa a Finch Tavern étteremnek a New York-i Croton Fallsban.

## Filmográfia

### Film

#### Rendező, író és producer
| Év   | Magyar cím      | Eredeti cím             | Feladatkör | Feladatkör | Feladatkör |
| Év   | Magyar cím      | Eredeti cím             | Rendező    | Író        | Producer   |
| ---- | --------------- | ----------------------- | ---------- | ---------- | ---------- |
| 1996 | Olasz módra     | Big Night               | Igen       | Igen       | Vezető     |
| 1998 | Hajó, ha nem jó | The Impostors           | Igen       | Igen       | Igen       |
| 2000 | Joe Gould titka | Joe Gould's Secret      | Igen       | Nem        | Igen       |
| 2003 | Anyja fia       | The Mudge Boy           | Nem        | Nem        | Vezető     |
| 2007 | Vak-randi       | Blind Date              | Igen       | Igen       | Nem        |
| 2009 |                 | Saint John of Las Vegas | Nem        | Nem        | Vezető     |
| 2013 |                 | Medora                  | Nem        | Nem        | Vezető     |
| 2017 | A végső portré  | Final Portrait          | Igen       | Igen       | Nem        |

#### Színész
| Év   | Magyar cím                                           | Eredeti cím                                | Szerep                                   | Magyar hang        |
| ---- | ---------------------------------------------------- | ------------------------------------------ | ---------------------------------------- | ------------------ |
| 1985 | A Prizzik becsülete                                  | Prizzi's Honor                             | katona                                   |                    |
| 1987 | Ki ez a lány?                                        | Who's That Girl                            | dokkmunkás                               |                    |
| 1988 | Majomszeretet: Egy félelmetes kutatás                | Monkey Shines                              | Dr. John Wiseman                         | Tarján Péter       |
| 1989 | New York rabszolgái                                  | Slaves of New York                         | Darryl                                   |                    |
| 1989 |                                                      | Fear, Anxiety & Depression                 | Donny                                    |                    |
| 1990 | Bolond világ                                         | The Feud                                   | Harvey Yelton                            | Kassai Károly      |
| 1990 | Viszem a bankot                                      | Quick Change                               | Johnny                                   | Orosz István       |
| 1990 | Érinthetetlenek                                      | Men of Respect                             | Mal                                      |                    |
| 1991 | Billy Bathgate                                       | Billy Bathgate                             | Lucky Luciano                            | Jakab Csaba        |
| 1992 | A levesben                                           | In the Soup                                | Gregoire                                 |                    |
| 1992 | Beethoven                                            | Beethoven                                  | Vernon                                   | Izsóf Vilmos       |
| 1992 | Előjáték egy csókhoz                                 | Prelude to a Kiss                          | Taylor                                   | Holl Nándor        |
| 1992 | Gyilkosság villanófényben                            | The Public Eye                             | Sal                                      | Rosta Sándor       |
| 1993 | 2 és 1/2 kém                                         | Undercover Blues                           | Muerte                                   | Szerémi Zoltán     |
| 1993 | A pelikán ügyirat                                    | The Pelican Brief                          | Khamel                                   | Kálid Artúr        |
| 1994 | Sorsjegyesek                                         | It Could Happen to You                     | Eddie Biasi                              | Barbinek Péter     |
| 1994 | Sorsjegyesek                                         | It Could Happen to You                     | Eddie Biasi                              | Kőszegi Ákos       |
| 1994 | Mrs. Parker és az ördögi kör                         | Mrs. Parker and the Vicious Circle         | Fred Hunter                              | Kerekes József     |
| 1994 |                                                      | Somebody to Love                           | George                                   |                    |
| 1995 | Kőkemény igazság                                     | Jury Duty                                  | Frank / Billy                            | Kassai Károly      |
| 1995 | Megérint a halál                                     | Kiss of Death                              | Frank Zioli                              | Sörös Sándor       |
| 1995 | Izgató hétvége                                       | Sex and the Other Man                      | Arthur                                   |                    |
| 1996 |                                                      | A Modern Affair                            | Peter Kessler                            |                    |
| 1996 | Kiruccanók                                           | The Daytrippers                            | Louis D'Amico                            |                    |
| 1996 | Olasz módra                                          | Big Night                                  | Secondo                                  | Kulka János        |
| 1997 | Agyament Harry                                       | Deconstructing Harry                       | Paul Epstein                             | Katona Zoltán      |
| 1997 | A riasztóember                                       | The Alarmist                               | Heinrich Grigoris                        | Barbinek Péter     |
| 1997 | Az élet sója                                         | A Life Less Ordinary                       | Elliot Zweikel                           | Jakab Csaba        |
| 1998 | A 18. angyal                                         | The Eighteenth Angel                       | Todd Stanton                             | Háda János         |
| 1998 | Amerikai bérgyilkosnő                                | Montana                                    | Nicholas Roth                            | Kálid Artúr        |
| 1998 | Hajó, ha nem jó                                      | The Impostors                              | Arthur                                   | Bezerédi Zoltán    |
| 1999 | Szentivánéji álom                                    | A Midsummer Night's Dream                  | Pukk                                     | Fodor Tamás        |
| 1999 | A bűn mélyén                                         | In Too Deep                                | Preston D'Ambrosio                       |                    |
| 2000 | Joe Gould titka                                      | Joe Gould's Secret                         | Joe Mitchell                             |                    |
| 2001 |                                                      | Sidewalks of New York                      | Griffin Risto                            |                    |
| 2001 | Amerika kedvencei                                    | America's Sweethearts                      | Dave Kingman                             | Kulka János        |
| 2001 | Játssz a tűzzel!                                     | The Whole Shebang                          | Giovanni Bazinni                         | Háda János         |
| 2002 | Totál káosz                                          | Big Trouble                                | Arthur Herk                              | Kulka János        |
| 2002 | A kárhozat útja                                      | Road to Perdition                          | Frank Nitti                              | Bezerédi Zoltán    |
| 2002 | Álmomban már láttalak                                | Maid in Manhattan                          | Jerry Siegel                             | Kassai Károly      |
| 2002 | Álmomban már láttalak                                | Maid in Manhattan                          | Jerry Siegel                             | Sztarenki Pál      |
| 2003 | A mag                                                | The Core                                   | Dr. Conrad Zimsky                        | Kulka János        |
| 2004 |                                                      | Spin                                       | Frank Haley                              |                    |
| 2004 | Peter Sellers élete és halála                        | The Life and Death of Peter Sellers        | Stanley Kubrick                          |                    |
| 2004 | Terminál                                             | The Terminal                               | Frank Dixon                              | Kulka János        |
| 2004 | Hölgyválasz                                          | Shall We Dance?                            | Link Peterson                            | Kulka János        |
| 2005 | Robotok                                              | Robots                                     | Herb Copperbottom (hangja)               | Haás Vander Péter  |
| 2006 | Alvilági játékok                                     | Lucky Number Slevin                        | Brikowski nyomozó                        | Háda János         |
| 2006 | Az ördög Pradát visel                                | The Devil Wears Prada                      | Nigel Kipling                            | Háda János         |
| 2006 | Beugratás                                            | The Hoax                                   | Shelton Fisher                           | Kassai Károly      |
| 2007 | Négy utolsó dal                                      | Four Last Songs                            | Larry                                    |                    |
| 2007 | Vak-randi                                            | Blind Date                                 | Don                                      |                    |
| 2008 | Kit Kittredge                                        | Kit Kittredge: An American Girl            | Mr. Berk                                 | Jakab Csaba        |
| 2008 | Csimpilóták                                          | Space Chimps                               | Szenátor (hangja)                        | Beratin Gábor      |
| 2008 | Döntő szavazat                                       | Swing Vote                                 | Martin Fox                               | Schnell Ádám       |
| 2008 | Döntő szavazat                                       | Swing Vote                                 | Martin Fox                               | Rubold Ödön        |
| 2008 | Minden azzal kezdődött                               | What Just Happened                         | Scott Solomon                            | Kőszegi Ákos       |
| 2008 | Cincin lovag                                         | The Tale of Despereaux                     | Boldo (hangja)                           | Besenczi Árpád     |
| 2009 | Julie és Julia – Két nő, egy recept                  | Julie & Julia                              | Paul Child                               | Csankó Zoltán      |
| 2009 | Komfortos mennyország                                | The Lovely Bones                           | George Harvey                            | Gyabronka József   |
| 2010 | Könnyű nőcske                                        | Easy A                                     | Dill Penderghast                         | Csankó Zoltán      |
| 2010 | Díva                                                 | Burlesque                                  | Sean                                     | Csankó Zoltán      |
| 2011 | Krízispont                                           | Margin Call                                | Eric Dale                                | Epres Attila       |
| 2011 | Amerika Kapitány: Az első bosszúálló                 | Captain America: The First Avenger         | Abraham Erskine                          | Józsa Imre         |
| 2012 | Az éhezők viadala                                    | The Hunger Games                           | Caesar Flickerman                        | Kulka János        |
| 2012 | Dől a moné                                           | Gambit                                     | Zaidenweber                              | Háda János         |
| 2012 | A hallgatás szabálya                                 | The Company You Keep                       | Ray Fuller                               | Kulka János        |
| 2013 | Az óriásölő                                          | Jack the Giant Slayer                      | Lord Roderick                            | Csankó Zoltán      |
| 2013 | Egy bársonyos reggel                                 | Some Velvet Morning                        | Fred                                     | Csankó Zoltán      |
| 2013 | Percy Jackson: Szörnyek tengere                      | Percy Jackson: Sea of Monsters             | Mr. D / Dionysus                         | Forgács Péter      |
| 2013 | A WikiLeaks-botrány                                  | The Fifth Estate                           | James Boswell                            | Harsányi Gábor     |
| 2013 | Az éhezők viadala: Futótűz                           | The Hunger Games: Catching Fire            | Caesar Flickerman                        | Kulka János        |
| 2014 | Szél támad                                           | The Wind Rises                             | Giovanni Battista Caproni (angol hangja) |                    |
| 2014 | Mr. Peabody és Sherman kalandjai                     | Mr. Peabody & Sherman                      | Leonardo da Vinci (hangja)               | Józsa Imre         |
| 2014 | Muppet-krimi: Körözés alatt                          | Muppets Most Wanted                        | Ivan, az őr (cameo)                      | Honti Molnár Gábor |
| 2014 | Transformers: A kihalás kora                         | Transformers: Age of Extinction            | Joshua Joyce                             | Csankó Zoltán      |
| 2014 | A virág románca                                      | A Little Chaos                             | Fülöp orléans-i herceg                   | Háda János         |
| 2014 | Joker                                                | Wild Card                                  | Baby                                     | Kulka János        |
| 2014 | Az éhezők viadala: A kiválasztott – 1. rész          | The Hunger Games: Mockingjay – Part 1      | Caesar Flickerman                        | Kulka János        |
| 2015 | Az utaskísérő – Senkit nem hagy kielégítetlenül      | Larry Gaye: Renegade Male Flight Attendant | könyvkiadó                               | Péter Richárd      |
| 2015 | Spotlight – Egy nyomozás részletei                   | Spotlight                                  | Mitchell Garabedian                      | Kulka János        |
| 2015 | Az éhezők viadala: A kiválasztott – Befejező rész    | The Hunger Games: Mockingjay – Part 2      | Caesar Flickerman                        | Kulka János        |
| 2017 | A szépség és a szörnyeteg                            | Beauty and the Beast                       | Maestro Cadenza                          | Vincze Gábor Péter |
| 2017 | Transformers: Az utolsó lovag                        | Transformers: The Last Knight              | Merlin                                   | Csankó Zoltán      |
| 2017 | A törvény szíve                                      | The Children Act                           | Jack Maye                                | Csankó Zoltán      |
| 2017 |                                                      | Submission                                 | Ted Swenson                              |                    |
| 2018 | Kutyaparádé                                          | Show Dogs                                  | Philippe (hangja)                        |                    |
| 2018 | Zéró páciens                                         | Patient Zero                               | A professzor                             | Seress Zoltán      |
| 2018 | Személyes háború                                     | A Private War                              | Tony Shaw                                | Debreczeny Csaba   |
| 2018 | Éjjeli ragadozó                                      | Night Hunter                               | Harper parancsnok                        | Háda János         |
| 2019 | A Hallgatás                                          | The Silence                                | Hugh Andrews                             |                    |
| 2020 | Mennyit ér egy élet?                                 | Worth                                      | Charles Wolf                             | Csankó Zoltán      |
| 2020 | Roald Dahl: Boszorkányok                             | The Witches                                | Mr. Stringer                             | Csankó Zoltán      |
| 2020 | Szupernóva                                           | Supernova                                  | Tusker                                   |                    |
| 2021 | sokk                                                 | Jolt                                       | Dr. Ivan Munchin                         |                    |
| 2021 | King’s Man: A kezdetek                               | The King's Man                             | Chester King amerikai nagykövet          | Debreczeny Csaba   |
| 2022 | I Wanna Dance with Somebody – A Whitney Houston-film | I Wanna Dance with Somebody                | Clive Davis                              |                    |
| 2024 | Konklávé                                             | Conclave                                   | Bellini                                  | Csankó Zoltán      |
| 2025 | Elektronikus állam                                   | The Electric State                         | Ethan Skate                              | Csankó Zoltán      |
| 2025 | Az ifjúság forrása                                   | Fountain of Youth                          | The Elder                                |                    |

### Televízió
| Év        | Magyar cím              | Eredeti cím                                        | Szerep                        | Megjegyzések                                                 |
| --------- | ----------------------- | -------------------------------------------------- | ----------------------------- | ------------------------------------------------------------ |
| 1987      |                         | Crime Story                                        | Zack Lowman                   | 1 epizód                                                     |
| 1987      |                         | Kojak: The Price of Justice                        | albérlő                       | tévéfilm                                                     |
| 1988      |                         | The Street                                         | Arthur Scolari                | ismeretlen epizód                                            |
| 1988      | Miami Vice              | Miami Vice                                         | Steven Demarco                | - 1 epizód - magyar hangja: - Kapácsy Miklós                 |
| 1987–1988 | Miami Vice              | Miami Vice                                         | Frank Mosca                   | - 2 epizód - magyar hangja: - Fazekas István                 |
| 1988      |                         | The Equalizer                                      | Phillip Wingate               | 1 epizód                                                     |
| 1988–1989 |                         | Wiseguy                                            | Rick Pinzolo                  | 5 epizód                                                     |
| 1989–1990 |                         | thirtysomething                                    | Karl Draconis                 | 2 epizód                                                     |
| 1990      |                         | Revealing Evidence: Stalking the Honolulu Stranger | Patrick McGuire nyomozó       | tévéfilm                                                     |
| 1990      |                         | Lifestories                                        | Art Conforti                  | 1 epizód                                                     |
| 1991      |                         | Equal Justice                                      | Frank Mirelli nyomozó         | 3 epizód                                                     |
| 1995–1996 |                         | Murder One                                         | Richard Cross                 | főszereplő (1. évad)                                         |
| 1998      |                         | Winchell                                           | Walter Winchell               | tévéfilm                                                     |
| 2000      | Pénz, pénz, pénz        | Bull                                               | Hunter Lasky                  | 5 epizód                                                     |
| 2001      | Az összeesküvés         | Conspiracy                                         | Adolf Eichmann                | tévéfilm                                                     |
| 2002      |                         | Gene Kelly: Anatomy of a Dancer                    | narrátor (hangja)             | American Masters dokumentumfilm                              |
| 2004      | Frasier – A dumagép     | Frasier                                            | Morrie (hívó) (hangja)        | 1 epizód                                                     |
| 2006      | Monk – A flúgos nyomozó | Monk                                               | David Ruskin                  | 1 epizód                                                     |
| 2006      | Agy-kontroll            | 3 lbs                                              | Dr. Douglas Hanson            | - főszereplő - magyar hangja:[forrás?] - Schnell Ádám        |
| 2007–2008 | Vészhelyzet             | ER                                                 | Dr. Kevin Moretti             | - 10 epizód - magyar hangja:[forrás?] - Kőszegi Ákos         |
| 2012      | A stúdió                | 30 Rock                                            | Henry Warren Chang            | 1 epizód                                                     |
| 2012      | Robotcsirke             | Robot Chicken                                      | Rich Uncle Pennybags (hangja) | 1 epizód                                                     |
| 2013      | Amerikai fater          | American Dad!                                      | Lorenzo (hangja)              | 1 epizód                                                     |
| 2014–2020 | BoJack Horseman         | BoJack Horseman                                    | Herb Kazzaz (hangja)          | 12 epizód                                                    |
| 2015      |                         | Fortitude                                          | Eugene Morton                 | 9 epizód                                                     |
| 2015      |                         | The Italian Americans                              | narrátor                      | 4 epizód                                                     |
| 2015      | Pán Péter               | Peter & Wendy                                      | Hook kapitány                 | tévéfilm                                                     |
| 2017      | Viszály                 | Feud: Bette and Joan                               | Jack L. Warner                | főszereplő                                                   |
| 2019      |                         | Limetown                                           | Emile Haddock                 | főszereplő                                                   |
| 2020–2022 |                         | Central Park                                       | Bitsy Brandenham (hangja)     | főszereplő                                                   |
| 2021      |                         | Stanley Tucci: Searching for Italy                 | önmaga / házigazda            | CNN dokumentumsorozat                                        |
| 2021      |                         | La Fortuna                                         | Frank Wild                    | főszereplő                                                   |
| 2021–2023 | Mi lenne, ha…?          | What If...?                                        | Abraham Erskine (hangja)      | - 2 epizód - magyar hangja: - Csuha Lajos                    |
| 2022      | Az ember a rács mögött  | Inside Man                                         | Jefferson Grieff              | - BBC / Netflix minisorozat - magyar hangja: - Csankó Zoltán |
| 2023      |                         | Citadel                                            | Bernard Orlick                | 6 epizód                                                     |

## Magyarul megjelent művei
- Stanley Tucci: Életem az ételeken át; ford. Papp Ágnes; HVG Könyvek, Bp., 2022